# Ivan Lendl
Ivan Lendl (Ostrava, Txecoslovàquia, 7 de març de 1960) és un extennista professional txec, posteriorment naturalitzat estatunidenc, que durant molts anys ha estat considerat el millor jugador del món d'acord amb els estàndards de l'ATP ja que fou un dels tennistes dominants de la dècada de 1980. Després de la seva retirada fou entrenador de diversos tennistes, entre d'ells va destacar Andy Murray, a qui va ajudar a madurar i aconseguir els dos primers títols de Grand Slam.
Va guanyar vuit títols individuals de Grand Slam d'un total de dinou finals disputades. Destaca el fet que va disputar vuit finals del US Open consecutives, en tres de les quals es va emportar el títol. D'aquesta forma va igualar la marca de Bill Tilden com a rècord absolut d'aquest torneig. Va guanyar un total de 94 títols individuals i sis més de dobles, i va acumular 1279 victòries, només superat en aquell moment per Jimmy Connors.
Va formar part de l'equip txecoslovac de Copa Davis fins que va traslladar-se als Estats Units l'any 1986, llavors la federació del país va deixar de comptar amb ell perquè el considerava un desertor. Va conduir l'equip al seu únic títol d'aquesta competició en l'edició de 1980.

## Biografia
Va néixer al si d'una família de tennistes, els seus pares eren Olga Jeništová i Jiri Lendl. La seva mare va arribar a ser la número 2 del seu país, i el seu pare va arribar a ocupar el 15è lloc del rànquing mundial.
Va traslladar-se als Estats Units el 1986, després que l'associació de tennis del seu país l'amenacés públicament de no deixar-lo viatjar per a participar en torneigs a l'exterior per haver participat en el torneig de Sun City, a Sud-àfrica. Lendl va abandonar el país com la seva compatriota Martina Navrátilová, tot i que ell no va fer mai oficial la seva deserció. Va adquirir la nacionalitat estatunidenca l'any 1992.
Es va casar el 1989 amb Samantha Frenkel i van tenir cinc filles. Després de retirar-se, Lendl es va dedicar a jugar al golf i a ajudar les seves filles en aquest esport, les quals van demostrar un gran potencial per a triomfar al món professional del golf.

## Torneigs de Grand Slam

### Individual: 19 (8−11)
| Resultat  | Núm. | Any  | Torneig              | Oponent         | Marcador                   |
| --------- | ---- | ---- | -------------------- | --------------- | -------------------------- |
| Finalista | 1.   | 1981 | Roland Garros        | Björn Borg      | 1−6, 6−4, 2−6, 6−3, 2−6    |
| Finalista | 2.   | 1982 | US Open              | Jimmy Connors   | 3−6, 2−6, 6−4, 4−6         |
| Finalista | 3.   | 1983 | US Open (2)          | Jimmy Connors   | 3−6, 7−6(2), 5−7, 0−6      |
| Finalista | 4.   | 1983 | Open d'Austràlia     | Mats Wilander   | 1−6, 4−6, 4−6              |
| Guanyador | 1.   | 1984 | Roland Garros        | John McEnroe    | 3−6, 2−6, 6−4, 7−5, 7−5    |
| Finalista | 5.   | 1984 | US Open (3)          | John McEnroe    | 3−6, 4−6, 1−6              |
| Finalista | 6.   | 1985 | Roland Garros (2)    | Mats Wilander   | 6−3, 4−6, 2−6, 2−6         |
| Guanyador | 2.   | 1985 | US Open              | John McEnroe    | 7−6(1), 6−3, 6−4           |
| Guanyador | 3.   | 1986 | Roland Garros (2)    | Mikael Pernfors | 6−3, 6−2, 6−4              |
| Finalista | 7.   | 1986 | Wimbledon            | Boris Becker    | 4−6, 3−6, 5−7              |
| Guanyador | 4.   | 1986 | US Open (2)          | Miloslav Mečíř  | 6−4, 6−2, 6−0              |
| Guanyador | 5.   | 1987 | Roland Garros (3)    | Mats Wilander   | 7−5, 6−2, 3−6, 7−6(3)      |
| Finalista | 8.   | 1987 | Wimbledon (2)        | Pat Cash        | 6−7(5), 2−6, 5−7           |
| Guanyador | 6.   | 1987 | US Open (3)          | Mats Wilander   | 6−7(7), 6−0, 6−7(4), 6−4   |
| Finalista | 9.   | 1988 | US Open (4)          | Mats Wilander   | 4−6, 6−4, 3−6, 7−5, 4−6    |
| Guanyador | 7.   | 1989 | Open d'Austràlia     | Miloslav Mečíř  | 6−2, 6−2, 6−2              |
| Finalista | 10.  | 1989 | US Open (5)          | Boris Becker    | 6−7(2), 6−1, 3−6, 6−7(4)   |
| Guanyador | 8.   | 1990 | Open d'Austràlia (2) | Stefan Edberg   | 4−6, 7−6(3), 5−2, retirada |
| Finalista | 11.  | 1991 | Open d'Austràlia (2) | Boris Becker    | 6−1, 4−6, 4−6, 4−6         |

## Palmarès

### Individual: 144 (94−50)
| Llegenda (pre/post 2009)                                 |
| -------------------------------------------------------- |
| Grand Slams (8−11)                                       |
| Tennis Masters Cup / ATP Finals (5−4)                    |
| ATP Masters Series / ATP World Tour Masters 1000 (0−0)   |
| ATP International Series Gold / ATP World Tour 500 (0−0) |
| ATP International Series / ATP World Tour 250 (81−35)    |

| Títols per superfície |
| --------------------- |
| Dura (26−19)          |
| Gespa (2−5)           |
| Terra batuda (28−10)  |
| Moqueta (38−16)       |

| Resultat  | Núm. | Data                   | Torneig                          | Superfície   | Oponent                | Marcador                 |
| --------- | ---- | ---------------------- | -------------------------------- | ------------ | ---------------------- | ------------------------ |
| Finalista | 1.   | 20 d'abril de 1979     | Brussel·les, Bèlgica             | Terra batuda | Balázs Taróczy         | 1−6, 6−1, 3−6            |
| Finalista | 2.   | 9 de març de 1980      | Washington DC, Estats Units      | Moqueta (i)  | Victor Amaya           | 7−6, 4−6, 5−7            |
| Guanyador | 1.   | 7 d'abril de 1980      | Houston, Estats Units            | Terra batuda | Eddie Dibbs            | 6−1, 6−3                 |
| Finalista | 3.   | 27 de juliol de 1980   | Kitzbühel, Àustria               | Terra batuda | Guillermo Vilas        | 3−6, 2−6, 2−6            |
| Guanyador | 2.   | 11 d'agost de 1980     | Toronto, Canadà                  | Dura         | Björn Borg             | 4−6, 5−4, retirada       |
| Guanyador | 3.   | 6 d'octubre de 1980    | Barcelona, Espanya               | Terra batuda | Guillermo Vilas        | 6−4, 5−7, 6−4, 4−6, 6−1  |
| Guanyador | 4.   | 13 d'octubre de 1980   | Basilea, Suïssa                  | Moqueta (i)  | Björn Borg             | 6−3, 6−2, 5−7, 0−6, 6−4  |
| Guanyador | 5.   | 20 d'octubre de 1980   | Tòquio, Japó                     | Terra batuda | Eliot Teltscher        | 3−6, 6−4, 6−0            |
| Guanyador | 6.   | 3 de novembre de 1980  | Hong Kong, Hong Kong             | Dura         | Brian Teacher          | 5−7, 7−6, 6−3            |
| Guanyador | 7.   | 10 de novembre de 1980 | Taipei, Taiwan                   | Moqueta      | Brian Teacher          | 6−7, 6−3, 6−3, 7−6       |
| Finalista | 4.   | 18 de gener de 1981    | Masters, Nova York, Estats Units | Moqueta (i)  | Björn Borg             | 4−6, 2−6, 2−6            |
| Finalista | 5.   | 8 de febrer de 1981    | Richmond, Estats Units           | Moqueta (i)  | Yannick Noah           | 1−6, 1−3, retirada       |
| Finalista | 6.   | 22 de febrer de 1981   | La Quinta, Estats Units          | Dura         | Jimmy Connors          | 3−6, 6−7                 |
| Guanyador | 8.   | 23 de març de 1981     | Stuttgart, Alemanya Occidental   | Moqueta (i)  | Chris Lewis            | 6−3, 6−0, 6−7, 6−3       |
| Guanyador | 9.   | 20 d'abril de 1981     | Las Vegas, Estats Units          | Dura         | Harold Solomon         | 6−4, 6−2                 |
| Finalista | 7.   | 7 de juny de 1981      | Roland Garros, França            | Terra batuda | Björn Borg             | 1−6, 6−4, 2−6, 6−3, 1−6  |
| Finalista | 8.   | 19 de juliol de 1981   | Stuttgart                        | Terra batuda | Björn Borg             | 6−1, 6−7, 2−6, 4−6       |
| Finalista | 9.   | 3 d'agost de 1981      | Indianàpolis, Estats Units       | Terra batuda | José Luis Clerc        | 6−4, 4−6, 2−6            |
| Guanyador | 10.  | 10 d'agost de 1981     | Mont-real (2)                    | Dura         | Eliot Teltscher        | 6−3, 6−2                 |
| Guanyador | 11.  | 4 d'octubre de 1981    | Madrid, Espanya                  | Terra batuda | Pablo Arraya           | 6−3, 6−2, 6−2            |
| Guanyador | 12.  | 11 d'octubre de 1981   | Barcelona (2)                    | Terra batuda | Guillermo Vilas        | 6−0, 6−3, 6−0            |
| Guanyador | 13.  | 18 d'octubre de 1981   | Basilea (2)                      | Moqueta (i)  | José Luis Clerc        | 6−2, 6−3, 6−0            |
| Guanyador | 14.  | 25 d'octubre de 1981   | Viena, Àustria                   | Moqueta (i)  | Brian Gottfried        | 1−6, 6−0, 6−1, 6−2       |
| Guanyador | 15.  | 1 de novembre de 1981  | Colònia, Alemanya Occidental     | Moqueta (i)  | Sandy Mayer            | 6−3, 6−3                 |
| Guanyador | 16.  | 22 de novembre de 1981 | Buenos Aires, Argentina          | Terra batuda | Guillermo Vilas        | 6−1, 6−2                 |
| Guanyador | 17.  | 17 de gener de 1982    | Masters, Nova York               | Moqueta (i)  | Vitas Gerulaitis       | 6−7, 2−6, 7−6, 6−2, 6−4  |
| Guanyador | 18.  | 31 de gener de 1982    | Delray Beach, Estats Units       | Terra batuda | Peter McNamara         | 6−4, 4−6, 6−4, 7−5       |
| Finalista | 10.  | 21 de febrer de 1982   | La Quinta (2)                    | Dura         | Yannick Noah           | 3−6, 2−6, 5−7            |
| Guanyador | 19.  | 28 de febrer de 1982   | Gènova, Itàlia                   | Moqueta (i)  | Vitas Gerulaitis       | 6−7, 6−4, 6−4, 6−3       |
| Guanyador | 20.  | 14 de març de 1982     | Múnic, Alemanya Occidental       | Moqueta (i)  | Tomáš Šmíd             | 3−6, 6−3, 6−1, 6−2       |
| Guanyador | 21.  | 21 de març de 1982     | Estrasburg, França               | Moqueta (i)  | Tim Mayotte            | 6−2, 6−2                 |
| Guanyador | 22.  | 4 d'abril de 1982      | Frankfurt, Alemanya Occidental   | Moqueta (i)  | Peter McNamara         | 6−0, 7−5, 6−1            |
| Finalista | 11.  | 11 d'abril de 1982     | Montecarlo, Mònaco               | Terra batuda | Guillermo Vilas        | 1−6, 6−7, 3−6            |
| Guanyador | 23.  | 18 d'abril de 1982     | Houston (2)                      | Terra batuda | José Luis Clerc        | 3−6, 7−6, 6−0, 1−4, ret. |
| Guanyador | 24.  | 26 d'abril de 1982     | Dallas, Estats Units             | Moqueta (i)  | John McEnroe           | 6−2, 3−6, 6−3, 6−3       |
| Finalista | 12.  | 2 de maig de 1982      | Madrid                           | Terra batuda | Guillermo Vilas        | 7−6, 6−4, 0−6, 3−6, 3−6  |
| Guanyador | 25.  | 9 de maig de 1982      | Forest Hills, Estats Units       | Terra batuda | Eddie Dibbs            | 6−1, 6−1                 |
| Guanyador | 26.  | 26 de juliol de 1982   | Washington DC                    | Terra batuda | Jimmy Arias            | 6−3, 6−3                 |
| Guanyador | 27.  | 2 d'agost de 1982      | North Conway, Estats Units       | Terra batuda | José Higueras          | 6−3, 6−2                 |
| Finalista | 13.  | 15 d'agost de 1982     | Toronto                          | Dura         | Vitas Gerulaitis       | 6−4, 1−6, 3−6            |
| Guanyador | 28.  | 22 d'agost de 1982     | Cincinnati, Estats Units         | Dura         | Steve Denton           | 6−2, 7−6                 |
| Finalista | 14.  | 12 de setembre de 1982 | US Open, Estats Units            | Dura         | Jimmy Connors          | 3−6, 2−6, 6−4, 4−6       |
| Guanyador | 29.  | 26 de setembre de 1982 | Los Angeles, Estats Units        | Moqueta (i)  | Kevin Curren           | 7−6, 7−5, 6−1            |
| Guanyador | 30.  | 14 d'octubre de 1982   | Nàpols, Itàlia                   | Moqueta (i)  | Wojtek Fibak           | 6−4, 6−2, 6−1            |
| Guanyador | 31.  | 19 de desembre de 1982 | Hartford, Estats Units           | Moqueta (i)  | Bill Scanlon           | 6−2, 6−4, 7−5            |
| Guanyador | 32.  | 23 de gener de 1983    | Masters, Nova York (2)           | Moqueta (i)  | John McEnroe           | 6−4, 6−4, 6−2            |
| Guanyador | 33.  | 30 de gener de 1983    | Detroit, Estats Units            | Moqueta (i)  | Guillermo Vilas        | 7−5, 6−2, 2−6, 6−4       |
| Finalista | 15.  | 6 de febrer de 1983    | Filadèlfia, Estats Units         | Moqueta (i)  | John McEnroe           | 6−4, 6−7, 4−6, 3−6       |
| Finalista | 16.  | 13 de març de 1983     | Brussel·les (2)                  | Moqueta (i)  | Peter McNamara         | 4−6, 6−4, 6−7            |
| Guanyador | 34.  | 27 de març de 1983     | Milà, Itàlia                     | Moqueta (i)  | Kevin Curren           | 5−7, 6−3, 7−6            |
| Guanyador | 35.  | 10 d'abril de 1983     | River Oaks, Estats Units         | Terra batuda | Paul McNamee           | 6−2, 6−0, 6−3            |
| Guanyador | 36.  | 17 d'abril de 1983     | Hilton Head, Estats Units        | Terra batuda | Guillermo Vilas        | 6−2, 6−1, 6−0            |
| Finalista | 17.  | 1 de maig de 1983      | Dallas                           | Moqueta (i)  | John McEnroe           | 2−6, 6−4, 3−6, 7−6, 6−7  |
| Guanyador | 37.  | 14 d'agost de 1983     | Mont-real (3)                    | Dura         | Anders Järryd          | 6−2, 6−2                 |
| Finalista | 18.  | 11 de setembre de 1983 | US Open (2)                      | Dura         | Jimmy Connors          | 3−6, 7−6, 5−7, 0−6       |
| Guanyador | 38.  | 25 de setembre de 1983 | San Francisco, Estats Units      | Moqueta (i)  | John McEnroe           | 3−6, 7−6, 6−4            |
| Guanyador | 39.  | 30 d'octubre de 1983   | Tòquio, Japó                     | Moqueta (i)  | Scott Davis            | 3−6, 6−3, 6−4            |
| Finalista | 19.  | 11 de desembre de 1983 | Open d'Austràlia, Austràlia      | Gespa        | Mats Wilander          | 1−6, 4−6, 4−6            |
| Finalista | 20.  | 15 de gener de 1984    | Masters, Nova York (2)           | Moqueta (i)  | John McEnroe           | 3−6, 4−6, 4−6            |
| Finalista | 21.  | 29 de gener de 1984    | Filadèlfia (2)                   | Moqueta (i)  | John McEnroe           | 6−3, 3−6, 6−3, 6−7       |
| Finalista | 22.  | 11 de març de 1984     | Brussel·les (3)                  | Moqueta (i)  | John McEnroe           | 1−6, 3−6                 |
| Guanyador | 40.  | 15 d'abril de 1984     | Luxemburg, Luxemburg             | Moqueta (i)  | Tomáš Šmíd             | 6−4, 6−4                 |
| Finalista | 23.  | 13 de maig de 1984     | Forest Hills                     | Terra batuda | John McEnroe           | 4−6, 2−6                 |
| Guanyador | 41.  | 10 de juny de 1984     | Roland Garros                    | Terra batuda | John McEnroe           | 3−6, 2−6, 6−4, 7−5, 7−5  |
| Finalista | 24.  | 9 de setembre de 1984  | US Open (3)                      | Dura         | John McEnroe           | 3−6, 4−6, 1−6            |
| Finalista | 25.  | 14 d'octubre de 1984   | Sydney, Austràlia                | Dura         | Anders Järryd          | 3−6, 2−6, 4−6            |
| Finalista | 26.  | 21 d'octubre de 1984   | Tòquio, Japó                     | Moqueta (i)  | Jimmy Connors          | 4−6, 3−6, 0−6            |
| Guanyador | 42.  | 11 de novembre de 1984 | Wembley, Regne Unit              | Moqueta (i)  | Andrés Gómez           | 7−6, 6−2, 6−1            |
| Finalista | 27.  | 13 de gener de 1985    | Masters, Nova York (3)           | Moqueta (i)  | John McEnroe           | 5−7, 0−6, 4−6            |
| Guanyador | 43.  | 31 de març de 1985     | Fort Myers, Estats Units         | Dura         | Jimmy Connors          | 6−3, 6−2                 |
| Guanyador | 44.  | 7 d'abril de 1985      | Montecarlo                       | Terra batuda | Mats Wilander          | 6−1, 6−3, 4−6, 6−4       |
| Guanyador | 45.  | 14 d'abril de 1985     | Dallas (2)                       | Moqueta (i)  | Tim Mayotte            | 7−6, 6−4, 6−1            |
| Guanyador | 46.  | 12 de maig de 1985     | Forest Hills (2)                 | Terra batuda | John McEnroe           | 6−3, 6−3                 |
| Finalista | 28.  | 9 de juny de 1985      | Roland Garros (2)                | Terra batuda | Mats Wilander          | 6−3, 4−6, 2−6, 2−6       |
| Guanyador | 47.  | 28 de juliol de 1985   | Indianàpolis                     | Terra batuda | Andrés Gómez           | 6−1, 6−3                 |
| Finalista | 29.  | 11 d'agost de 1985     | Stratton Mountain, Estats Units  | Dura         | John McEnroe           | 6−7, 2−6                 |
| Finalista | 30.  | 18 d'agost de 1985     | Mont-real (2)                    | Dura         | John McEnroe           | 5−7, 3−6                 |
| Guanyador | 48.  | 8 de setembre de 1985  | US Open                          | Dura         | John McEnroe           | 7−6, 6−3, 6−4            |
| Guanyador | 49.  | 15 de setembre de 1985 | Stuttgart                        | Terra batuda | Brad Gilbert           | 6−4, 6−0                 |
| Guanyador | 50.  | 20 d'octubre de 1985   | Sydney                           | Dura (i)     | Henri Leconte          | 6−4, 6−4, 7−6            |
| Guanyador | 51.  | 27 d'octubre de 1985   | Tòquio (2)                       | Moqueta (i)  | Mats Wilander          | 6−0, 6−4                 |
| Guanyador | 52.  | 17 de novembre de 1985 | Wembley (2)                      | Moqueta (i)  | Boris Becker           | 6−7, 6−3, 4−6, 6−4, 6−4  |
| Guanyador | 53.  | 19 de gener de 1986    | Masters, Nova York (3)           | Moqueta (i)  | Boris Becker           | 6−2, 7−6, 6−3            |
| Guanyador | 54.  | 2 de febrer de 1986    | Filadèlfia                       | Moqueta (i)  | Tim Mayotte            | Renúncia                 |
| Guanyador | 55.  | 23 de febrer de 1986   | Boca West, Estats Units          | Dura         | Mats Wilander          | 3−6, 6−1, 7−6, 6−4       |
| Guanyador | 56.  | 16 de març de 1986     | Milà (2)                         | Moqueta (i)  | Joakim Nyström         | 6−2, 6−2, 6−4            |
| Guanyador | 57.  | 23 de març de 1986     | Fort Myers (2)                   | Dura         | Jimmy Connors          | 6−2, 6−0                 |
| Finalista | 31.  | 30 de març de 1986     | Chicago, Estats Units            | Moqueta      | Boris Becker           | 6−7, 3−6                 |
| Guanyador | 58.  | 18 de maig de 1986     | Roma, Itàlia                     | Terra batuda | Emilio Sánchez Vicario | 7−5, 4−6, 6−1, 6−1       |
| Guanyador | 59.  | 8 de juny de 1986      | Roland Garros (2)                | Terra batuda | Mikael Pernfors        | 6−3, 6−2, 6−4            |
| Finalista | 32.  | 6 de juliol de 1986    | Wimbledon, Regne Unit            | Gespa        | Boris Becker           | 4−6, 3−6, 5−7            |
| Guanyador | 60.  | 10 d'agost de 1986     | Stratton Mountain                | Dura         | Boris Becker           | 6−4, 7−6                 |
| Guanyador | 61.  | 7 de setembre de 1986  | US Open (2)                      | Dura         | Miloslav Mečíř         | 6−4, 6−2, 6−0            |
| Finalista | 33.  | 19 d'octubre de 1986   | Sydney                           | Dura (i)     | Boris Becker           | 6−3, 6−7, 2−6, 0−6       |
| Guanyador | 62.  | 8 de desembre de 1986  | Masters, Nova York (4)           | Moqueta (i)  | Boris Becker           | 6−4, 6−4, 6−4            |
| Finalista | 34.  | 8 de març de 1987      | Miami, Estats Units              | Dura         | Miloslav Mečíř         | 5−7, 2−6, 5−7            |
| Guanyador | 63.  | 3 de maig de 1987      | Hamburg, Alemanya Occidental     | Terra batuda | Miloslav Mečíř         | 6−1, 6−3, 6−3            |
| Guanyador | 64.  | 7 de juny de 1987      | Roland Garros (3)                | Terra batuda | Mats Wilander          | 7−5, 6−2, 3−6, 7−6       |
| Finalista | 35.  | 5 de juliol de 1987    | Wimbledon (2)                    | Gespa        | Pat Cash               | 6−7, 2−6, 5−7            |
| Guanyador | 65.  | 2 d'agost de 1987      | Washington DC (2)                | Dura         | Brad Gilbert           | 6−1, 6−0                 |
| Guanyador | 66.  | 16 d'agost de 1987     | Mont-real (4)                    | Dura         | Stefan Edberg          | 6−4, 7−6                 |
| Guanyador | 67.  | 14 de setembre de 1987 | US Open (3)                      | Dura         | Mats Wilander          | 6−7, 6−0, 7−6, 6−4       |
| Guanyador | 68.  | 18 d'octubre de 1987   | Sydney (2)                       | Dura (i)     | Pat Cash               | 6−4, 6−2, 6−4            |
| Finalista | 36.  | 25 d'octubre de 1987   | Tòquio (2)                       | Moqueta (i)  | Stefan Edberg          | 7−6, 4−6, 4−6            |
| Guanyador | 69.  | 15 de novembre de 1987 | Wembley (3)                      | Moqueta (i)  | Anders Järryd          | 6−3, 6−2, 7−5            |
| Guanyador | 70.  | 2 de desembre de 1987  | Masters, Nova York (5)           | Moqueta (i)  | Mats Wilander          | 6−2, 6−2, 6−3            |
| Guanyador | 71.  | 18 d'abril de 1988     | Montecarlo (2)                   | Terra batuda | Martín Jaite           | 5−7, 6−4, 7−5, 6−3       |
| Guanyador | 72.  | 9 de maig de 1988      | Roma (2)                         | Terra batuda | Guillermo Pérez Roldán | 2−6, 6−4, 6−2, 4−6, 6−4  |
| Guanyador | 73.  | 14 d'agost de 1988     | Mont-real (5)                    | Dura         | Kevin Curren           | 7−6, 6−2                 |
| Finalista | 37.  | 11 de setembre de 1988 | US Open (4)                      | Dura         | Mats Wilander          | 4−6, 6−4, 3−6, 5−7, 4−6  |
| Finalista | 38.  | 5 de desembre de 1988  | Masters, Nova York (4)           | Moqueta (i)  | Boris Becker           | 7−5, 6−7, 3−6, 2−6, 6−7  |
| Guanyador | 74.  | 29 de gener de 1989    | Open d'Austràlia                 | Dura         | Miloslav Mečíř         | 6−2, 6−2, 6−2            |
| Guanyador | 75.  | 12 de març de 1989     | Scottsdale, Estats Units         | Dura         | Stefan Edberg          | 6−2, 6−3                 |
| Guanyador | 76.  | 2 d'abril de 1989      | Miami                            | Dura         | Thomas Muster          | Renúncia                 |
| Finalista | 39.  | 23 d'abril de 1989     | Tòquio                           | Dura         | Stefan Edberg          | 3−6, 6−2, 4−6            |
| Guanyador | 77.  | 8 de maig de 1989      | Forest Hills (3)                 | Terra batuda | Jaime Yzaga            | 6−2, 6−1                 |
| Guanyador | 78.  | 14 de maig de 1989     | Hamburg (2)                      | Terra batuda | Horst Skoff            | 6−4, 6−3, 6−3            |
| Guanyador | 79.  | 18 de juny de 1989     | Londres, Regne Unit              | Gespa        | Christo van Rensburg   | 4−6, 6−3, 6−4            |
| Guanyador | 80.  | 20 d'agost de 1989     | Mont-real (6)                    | Dura         | John McEnroe           | 6−1, 6−3                 |
| Finalista | 40.  | 10 de setembre de 1989 | US Open (5)                      | Dura         | Boris Becker           | 6−7, 6−1, 3−6, 6−7       |
| Guanyador | 81.  | 1 d'octubre de 1989    | Bordeus, França                  | Terra batuda | Emilio Sánchez Vicario | 6−2, 6−2                 |
| Guanyador | 82.  | 15 d'octubre de 1989   | Sydney (3)                       | Dura (i)     | Lars-Anders Wahlgren   | 6−2, 6−2, 6−1            |
| Guanyador | 83.  | 12 de novembre de 1989 | Estocolm, Suècia                 | Moqueta      | Magnus Gustafsson      | 7−5, 6−0, 6−3            |
| Guanyador | 84.  | 26 de gener de 1990    | Open d'Austràlia (2)             | Dura         | Stefan Edberg          | 4−6, 7−6, 5−2, retirada  |
| Guanyador | 85.  | 11 de febrer de 1990   | Milà (3)                         | Moqueta (i)  | Tim Mayotte            | 6−3, 6−2                 |
| Finalista | 41.  | 25 de febrer de 1990   | Stuttgart                        | Moqueta (i)  | Boris Becker           | 2−6, 2−6                 |
| Guanyador | 86.  | 18 de febrer de 1990   | Toronto                          | Moqueta (i)  | Tim Mayotte            | 6−3, 6−0                 |
| Guanyador | 87.  | 17 de juny de 1990     | Londres (2)                      | Gespa        | Boris Becker           | 6−3, 6−2                 |
| Guanyador | 88.  | 14 d'octubre de 1990   | Tòquio (3)                       | Moqueta (i)  | Boris Becker           | 4−6, 6−3, 7−6            |
| Finalista | 42.  | 27 de gener de 1991    | Open d'Austràlia (2)             | Dura         | Boris Becker           | 6−1, 4−6, 4−6, 4−6       |
| Guanyador | 89.  | 17 de febrer de 1991   | Filadèlfia (2)                   | Moqueta (i)  | Pete Sampras           | 5−7, 6−4, 6−4, 3−6, 6−3  |
| Guanyador | 90.  | 24 de febrer de 1991   | Memphis, Estats Units            | Dura (i)     | Michael Stich          | 7−5, 6−3                 |
| Finalista | 43.  | 3 de març de 1991      | Rotterdam, Països Baixos         | Moqueta (i)  | Omar Camporese         | 6−3, 6−7, 6−7            |
| Finalista | 44.  | 14 d'abril de 1991     | Tòquio (2)                       | Dura         | Stefan Edberg          | 1−6, 5−7, 0−6            |
| Guanyador | 91.  | 25 d'agost de 1991     | Long Island, Estats Units        | Dura         | Stefan Edberg          | 6−3, 6−2                 |
| Finalista | 45.  | 25 de juliol de 1992   | Toronto (3)                      | Dura         | Andre Agassi           | 6−3, 2−6, 0−6            |
| Finalista | 46.  | 16 d'agost de 1992     | Cincinnati                       | Dura         | Pete Sampras           | 3−6, 6−3, 3−6            |
| Finalista | 47.  | 30 d'agost de 1992     | Long Island                      | Dura         | Petr Korda             | 2−6, 2−6                 |
| Guanyador | 92.  | 18 d'octubre de 1992   | Tòquio (4)                       | Moqueta (i)  | Henrik Holm            | 7−6, 6−4                 |
| Finalista | 48.  | 21 de febrer de 1993   | Filadèlfia (3)                   | Dura (i)     | Mark Woodforde         | 4−5, retirada            |
| Finalista | 49.  | 18 d'abril de 1993     | Niça, França                     | Terra batuda | Marc-Kevin Goellner    | 6−1, 4−6, 2−6            |
| Guanyador | 93.  | 2 de maig de 1993      | Múnic (2)                        | Terra batuda | Michael Stich          | 7−6, 6−3                 |
| Guanyador | 94.  | 11 d'octubre de 1993   | Tòquio (5)                       | Moqueta (i)  | Todd Martin            | 6−4, 6−4                 |
| Finalista | 50.  | 15 de gener de 1994    | Sydney (2)                       | Dura         | Pete Sampras           | 6−7, 4−6                 |

#### Períodes com a número 1
| Núm. | Precedit per  | Dates                   | Succeït per   | Setmanes | Acumulat |
| ---- | ------------- | ----------------------- | ------------- | -------- | -------- |
| 1.   | Jimmy Connors | 28/02/1983 − 15/05/1983 | Jimmy Connors | 11       | 11       |
| 2.   | John McEnroe  | 31/10/1983 − 11/12/1983 | John McEnroe  | 6        | 17       |
| 3.   | John McEnroe  | 09/01/1984 − 11/03/1984 | John McEnroe  | 9        | 26       |
| 4.   | John McEnroe  | 11/06/1984 − 17/06/1984 | John McEnroe  | 1        | 27       |
| 5.   | John McEnroe  | 09/07/1984 − 12/08/1984 | John McEnroe  | 5        | 32       |
| 6.   | John McEnroe  | 19/08/1985 − 25/08/1985 | John McEnroe  | 1        | 33       |
| 7.   | John McEnroe  | 09/09/1985 − 11/09/1988 | Mats Wilander | 157      | 190      |
| 8.   | Mats Wilander | 30/01/1989 − 12/08/1990 | Stefan Edberg | 80       | 270      |

### Dobles masculins: 16 (6−10)
| Llegenda (pre/post 2009)                                 |
| -------------------------------------------------------- |
| Grand Slams (0−0)                                        |
| Tennis Masters Cup / ATP Finals (0−0)                    |
| ATP Masters Series / ATP World Tour Masters 1000 (0−0)   |
| ATP International Series Gold / ATP World Tour 500 (0−0) |
| ATP International Series / ATP World Tour 250 (6−10)     |

| Títols per superfície |
| --------------------- |
| Dura (1−2)            |
| Gespa (1−1)           |
| Terra batuda (3−4)    |
| Moqueta (1−3)         |

| Resultat  | Núm. | Data                   | Torneig                        | Superfície   | Parella              | Oponents                         | Marcador      |
| --------- | ---- | ---------------------- | ------------------------------ | ------------ | -------------------- | -------------------------------- | ------------- |
| Finalista | 1.   | 14 de maig de 1979     | Florència, Itàlia              | Terra batuda | Pavel Složil         | Paolo Bertolucci Adriano Panatta | 4−6, 3−6      |
| Guanyador | 1.   | 18 de juny de 1979     | Berlín, Alemanya Occidental    | Terra batuda | Carlos Kirmayr       | Jorge Andrew Stanislav Birner    | 6−2, 6−1      |
| Finalista | 2.   | 4 d'agost de 1980      | Indianapolis, Estats Units     | Terra batuda | Wojtek Fibak         | Kevin Curren Steve Denton        | 6−3, 6−7, 4−6 |
| Finalista | 3.   | 18 d'agost de 1980     | Cincinnati, Estats Units       | Dura         | Wojtek Fibak         | Bruce Manson Brian Teacher       | 7−6, 5−7, 4−6 |
| Guanyador | 2.   | 6 d'octubre de 1980    | Barcelona, Espanya             | Terra batuda | Steve Denton         | Pavel Složil Balázs Taróczy      | 6−2, 6−7, 6−3 |
| Finalista | 4.   | 19 de setembre de 1983 | San Francisco, Estats Units    | Moqueta (i)  | Vincent Van Patten   | Peter Fleming John McEnroe       | 1−6, 2−6      |
| Guanyador | 3.   | 5 de novembre de 1984  | Wembley, Regne Unit            | Moqueta (i)  | Andrés Gómez         | Pavel Složil Tomáš Šmíd          | 6−2, 6−2      |
| Guanyador | 4.   | 9 de setembre de 1985  | Stuttgart, Alemanya Occidental | Terra batuda | Tomáš Šmíd           | Andy Kohlberg João Soares        | 3−6, 6−4, 6−2 |
| Guanyador | 5.   | 17 de març de 1986     | Fort Myers, Estats Units       | Dura         | Andrés Gómez         | Peter Doohan Paul McNamee        | 7−5, 6−4      |
| Finalista | 5.   | 20 d'octubre de 1986   | Tòquio, Japó                   | Moqueta (i)  | Andrés Gómez         | Mike De Palmer Gary Donnelly     | 3−6, 5−7      |
| Guanyador | 6.   | 29 de desembre de 1986 | Adelaida, Austràlia            | Gespa        | Bill Scanlon         | Peter Doohan Laurie Warder       | 6−7, 6−3, 6−4 |
| Finalista | 6.   | 18 d'abril de 1988     | Montecarlo, Mònaco             | Terra batuda | Henri Leconte        | Sergio Casal E. Sánchez Vicario  | 1−6, 3−6      |
| Finalista | 7.   | 11 de juny de 1990     | Londres, Regne Unit            | Gespa        | Henri Leconte        | Jeremy Bates Kevin Curren        | 2−6, 6−7      |
| Finalista | 8.   | 1 d'octubre de 1990    | Sydney, Austràlia              | Dura (i)     | Stefan Edberg        | Broderick Dyke Peter Lundgren    | 2−6, 4−6      |
| Finalista | 9.   | 6 d'abril de 1992      | Barcelona, Espanya             | Terra batuda | Karel Nováček        | Andrés Gómez Javier Sánchez      | 4−6, 4−6      |
| Finalista | 10.  | 1 de febrer de 1993    | Marsella, França               | Moqueta (i)  | Christo van Rensburg | Arnaud Boetsch Olivier Delaitre  | 3−6, 6−7      |

### Equips: 1 (1−0)
| Resultat  | Núm. | Data                    | Torneig                           | Superfície  | Equip                             | Oponents                                                           | Marcador |
| --------- | ---- | ----------------------- | --------------------------------- | ----------- | --------------------------------- | ------------------------------------------------------------------ | -------- |
| Guanyador | 1.   | 5−7 de desembre de 1980 | Copa Davis, Praga, Txecoslovàquia | Moqueta (i) | Jan Kodeš Pavel Slozil Tomas Smid | Corrado Barazzutti Paolo Bertolucci Gianni Ocleppo Adriano Panatta | 4−1      |

## Trajectòria

### Individual
| | Txecoslovàquia | Txecoslovàquia | Txecoslovàquia | Txecoslovàquia | Txecoslovàquia | Txecoslovàquia | Txecoslovàquia | Txecoslovàquia | Txecoslovàquia | Txecoslovàquia | Txecoslovàquia | Txecoslovàquia | Txecoslovàquia | Txecoslovàquia | Estats Units | Estats Units | Estats Units |            |            |
| Torneig | 1978           | 1979           | 1980           | 1981           | 1982           | 1983           | 1984           | 1985           | 1986           | 1987           | 1988           | 1989           | 1990           | 1991           | 1992         | 1993         | 1994         | Títols     | V − D      |
| Open d'Austràlia | A              | A              | 2R             | A              | A              | F              | 4R             | SF             | NC             | SF             | SF             | G              | G              | F              | QF           | 1R           | 4R           | 2 / 12     | 48 − 10    |
| Roland Garros | 1R             | 4R             | 3R             | F              | 4R             | QF             | G              | F              | G              | G              | QF             | 4R             | A              | A              | 2R           | 1R           | 1R           | 3 / 15     | 53 − 12    |
| Wimbledon | A              | 1R             | 3R             | 1R             | A              | SF             | SF             | 4R             | F              | F              | SF             | SF             | SF             | 3R             | 4R           | 2R           | A            | 0 / 14     | 48 − 14    |
| US Open | A              | 2R             | QF             | 4R             | F              | F              | F              | G              | G              | G              | F              | F              | QF             | SF             | QF           | 1R           | 2R           | 3 / 16     | 73 − 13    |
| Jocs Olímpics | No celebrat    | No celebrat    | No celebrat    | No celebrat    | No celebrat    | No celebrat    | No celebrat    | No celebrat    | No celebrat    | No celebrat    | A              | No celebrat    | No celebrat    | No celebrat    | A            | NC           | NC           | 0 / 0      | 0 − 0      |
| Masters Grand Prix | A              | A              | F              | G              | G              | F              | F              | G              | G              | G              | F              | SF             | SF             | SF             | A            | A            | A            | 5 / 12     | 39 − 10    |
| WCT Finals | A              | A              | SF             | A              | G              | F              | A              | G              | A              | A              | A              | SF             | A              | A              | A            | A            | A            | 2 / 5      | 10 − 3     |
| Total Victòries−Derrotes                                                                                                   | 9−9            | 38−20          | 110−28         | 96−14          | 106−9          | 75−16          | 62−16          | 84−7           | 74−6           | 74−7           | 41−8           | 79−7           | 54−12          | 55−18          | 50−24        | 33−23        | 28−18        | 1068 − 242 | 1068 − 242 |
| Rànquing a final d'any | 74             | 20             | 6              | 2              | 3              | 2              | 3              | 1              | 1              | 1              | 2              | 1              | 3              | 5              | 8            | 19           | 54           |            |            |
| Llegenda: G: Guanyador; F: Finalista; SF: Semifinalista; QF: Quarts de final; Q: Qualificació; A: Absent; RR: Round Robin; |                |                |                |                |                |                |                |                |                |                |                |                |                |                |              |              |              |            |            |

### Dobles masculins
| Open d'Austràlia | A  | A  | 1R | A | A | A | 3R | A  | 0 / 6 | 2 − 2 |
| Roland Garros | 1R | 1R | SF | A | A | A | A  | A  | 0 / 3 | 4 − 3 |
| Wimbledon | A  | 1R | A  | A | A | A | A  | 2R | 0 / 2 | 1 − 2 |
| US Open | A  | A  | 3R | A | A | A | A  | A  | 0 / 1 | 2 − 1 |
| Llegenda: G: Guanyador; F: Finalista; SF: Semifinalista; QF: Quarts de final; Q: Qualificació; A: Absent; RR: Round Robin; |    |    |    |   |   |   |    |    |       |       |

## Guardons
- ATP Most Improved Player (1979)
- ITF World Champion (1985, 1986, 1987, 1990)